# Ammocoete
Ammocoete é como se denomina a larva da lampreia. Elas são cegas e ficam entre 3 e 7 anos enterradas em rios nas partes arenosas filtrando o alimento, pois nessa fase ainda não possuem dentes.